# Terre et Peuple
 (mai 2014).
Terre et Peuple (T&P ou TP) est un groupuscule identitaire, fondé en novembre 1994 par l'historien médiéviste Pierre Vial, ancienne figure du GRECE et ancien membre du Front national.
Il est lancé officiellement en avril 1995 avec un bureau composé outre de Pierre Vial, de Christophe Bordon du Renouveau Étudiant et de Pierre Giglio, issu du Front national. Prônant des réflexions métapolitiques qui en ont fait une structure de la mouvance identitaire, il se réclame du paganisme, des « identités enracinées » et revendique l'héritage intellectuel de la Révolution conservatrice allemande, particulièrement de sa mouvance dite völkisch,. Terre et Peuple entend essentiellement agir sur le plan culturel et ne participe pas aux élections.
En 2007, ce mouvement réunit environ 200 personnes en France.

## Description

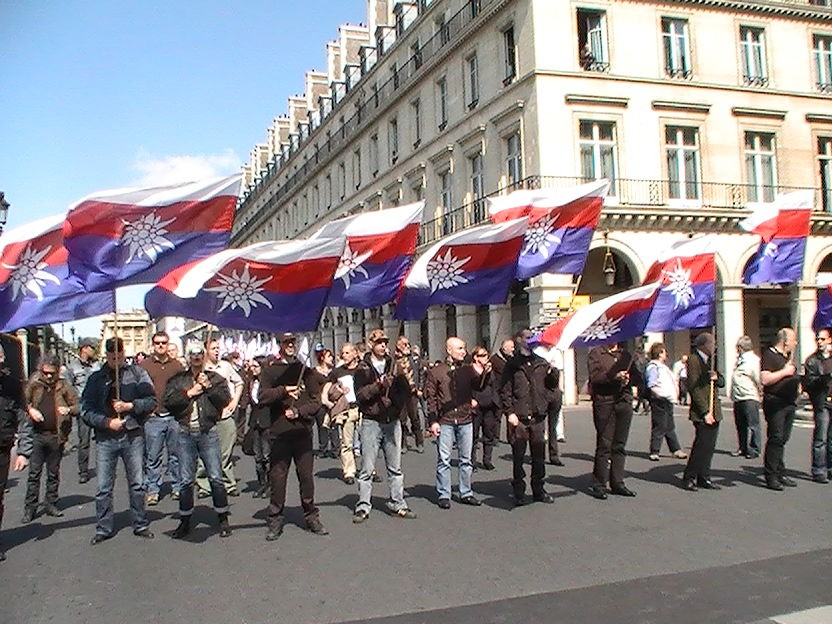
Militants de Terre et Peuple.

L'historien Stéphane François analyse Terre et Peuple comme « la fusion d'un racisme biologique avec un différentialisme radical aux assises païennes ».Terre et Peuple se donne pour but de défendre les racines, notamment païennes et celtiques, des peuples européens. Selon le site d'extrême gauche belge RésistanceS, Terre et Peuple véhiculerait un racisme biologique comparable à celui du national-socialisme. Pour d'autres analystes, si ce lien entre néonazisme et néopaganisme est réducteur, l'association présente tout du moins un racisme sous-jacent adossé à une apologie de la violence. Le Global Project Against Hate and Extremism (GPAHE) a publié un rapport dans lequel il classait Terre et Peuple comme une organisation « nationaliste blanc, » et « anti-immigrés ».
Selon le politologue Jean-Yves Camus, Terre et peuple «voue un culte à la "race" indo-européenne. Ses membres sont surtout des idéologues païens qui rejettent le nationalisme français. L'un des objectifs de Pierre Vial est aussi de "redonner aux Gaulois l'envie de se battre contre les envahisseurs immigrés"».
Terre et Peuple faisait partie de l'Union de la droite nationale.
Terre et peuple, en partenariat avec le Bloc identitaire, crée un « Conseil Représentatif des Associations Blanches », présenté comme l'équivalent du CRAN (Conseil représentatif des associations noires de France) et du CRIF (Conseil représentatif des institutions juives de France). Le magazine Terre et peuple publie le texte suivant en 2004: « Nous appelons donc les Européens soucieux de rester ce qu’ils sont à se regrouper, à s’unir pour s’entraider et se donner ainsi les moyens d’exister. Quant aux Européens qui n’auront pas ce réflexe de salut, tant pis pour eux… Qu’ils crèvent ».

## Membres
Parmi les personnalités membres ou proches de T&P, on peut citer : Jean Haudry, Gabriele Adinolfi, Pierre Krebs, Robert Steuckers, Philippe Baillet ou encore les animateurs de la revue Réfléchir et agir[réf. nécessaire]. Elle a aussi bénéficié du soutien de Jean-Claude Valla, de Jean Mabire, de Guillaume Faye, de Maurice Rollet et de Robert Dun, aujourd'hui décédés.

## Publications
L'association Terre et Peuple publie Terre et Peuple Magazine (jusqu'en 2003 : Terre et Peuple - La Revue) du même nom depuis 1999 à Forcalquier, à raison de quatre numéros par an. Le numéro 79 a paru au printemps 2019. La revue traite principalement de sujets politiques, sociaux, culturels, historiques et de questions de spiritualité.
L'association dispose aussi d'une maison d'édition, Les Éditions de la Forêt, qui publie essentiellement des travaux consacrés au paganisme et aux Indo-européens, et des romans. Le siège est lui aussi à Forcalquier.
La revue propage dès les années 1990 l'idée d'une « guerre civile raciale » à venir.

## «Tables rondes»
Depuis 1995, Terre et Peuple organise chaque année une « Table ronde », c'est-à-dire une suite de conférences, et d'une exposition de nombreux stands. Ces événements sont devenus une sorte de rendez-vous annuel pour nombre de mouvements, associations, libraires, artistes et artisans de la mouvance identitaire d'obédience antichrétienne.
La 23e édition, en novembre 2018 à Rungis, était intitulée « Les Blancs ont-ils un avenir ? ». Pierre Vial, Pierre Krebs et Guillaume Faye y ont notamment pris la parole. À noter que le national-catholique Yvan Benedetti y a aussi participé en tant qu'orateur, malgré le caractère fondamentalement antichrétien de l'association.

## Ramifications européennes
En Belgique, le mouvement a des liens avec le GRECE belge dirigé par Georges Hupin, et doté de l'organe Renaissance européenne.
En Espagne, « Tierra y Pueblo » est présente depuis 2002. Il existe une branche portugaise, Terra e Povo, qui fait paraître une revue du même nom depuis 2008.
Des "bannières" (sections) existeraient en Suisse, en Allemagne, en Belgique et au Québec.